# Козлова, Александра Степановна
Козло́ва Алекса́ндра Степа́новна (26 ноября 1946, Ясенки, Курская область — 11 августа 2008, Москва) — советский и российский юрист. Член Пленума Высшего арбитражного суда России. Заслуженный юрист Российской Федерации.

## Биография
Родилась 26 ноября 1946 года в рабочей семье в селе Ясенки Горшеченского района Курской области. Девичья фамилия — Нестерова.

### Образование
Окончила Свердловский юридический институт по специальности «правоведение» в 1972 году (курс В. Ф. Яковлева).

### Юридическая деятельность
После окончания института работала следователем (1972—1974). После была юрисконсультом, начальником юридического отдела. За активную работу ей несколько раз присваивалось звание «Лучший по профессии».
В 1987 году начала работу в Государственном арбитраже РСФСР. Быстро дослужилась до заместителя начальника отдела надзора.
В 1992 году избрана судьей коллегии по разрешению дел по спорам, возникающим в сфере управления.
В 2001 году ей был присвоен Высший квалификационный класс (стажировка в США, Вашингтон, декабрь 2001).
В 2006 году избрана секретарём Пленума Высшего арбитражного суда Российской Федерации сроком на 3 года. Также в этом году на неё было возложено исполнение обязанностей председателя 2-го судебного состава (коллегии по рассмотрению споров, возникающих из гражданских и иных правоотношений).

### Заграничные стажировки
Для повышения квалификации проходила стажировки в США, Германии, Италии, Франции, Финляндии, Чехии.
Самые значимые из них:
1994 г. — Commercial Law Reform (AED/Washington)
1998 г. — Protection of intellectual Property Issues (Washington, DC)
2001 г. — Intellectual Property Rights Enforcement Program (Washington, DC)
2007 г. — Advanced Intellectual Property Law (Prague)

## Награды
- медаль «Ветеран труда» (1989)
- медаль «В память 850-летия Москвы» (1997)
- грамота «За значительный вклад в развитие и деятельность арбитражных судов Российской Федерации» (2004)
- медаль «За заслуги перед судебной системой Российской Федерации» II степени (2006)
- Заслуженный юрист Российской Федерации (2007)

## Семья
Отец — Нестеров Степан Дмитриевич (1913—1947), герой ВОВ;
Мать — Нестерова (Проскурина) Анастасия Кузьминична (1912—1997);
Сестра — Мещерякова Нина Степановна (1942—2021);
Брат — Валентин (погиб ребёнком в 1943);
Племянница — Мещерякова Ирина Фёдоровна (род.1976);
Супруг — Козлов Владимир Андреевич (1941—2012) — оперуполномоченный (подполковник), адвокат;
Дети:
- Юлия (род.1973) — юрист[4];

Внуки:
- Вероника (род. 2002) — лингвист, музыкант